# Дем'янівка (Криворізький район)
Дем'яні́вка — село в Україні, в Криворізькому районі Дніпропетровської області. Входить до складу Карпівської сільської громади.  
До 2017 року орган місцевого самоврядування — Новомалинівська сільська рада. Населення — 75 мешканців.

## Географія
Село Дем'янівка знаходиться на відстані 1 км від села Широка Дача та за 2,5 км від міста Інгулець (нині район міста Кривий Ріг). Відстань до селища Широке становить 12 км і проходить автошляхом місцевого значення. По селу протікає пересихаючий струмок з загатою. Поруч проходить залізниця, станція Інгулець за 3,5 км.

## Населення

### Мова
Розподіл населення за рідною мовою за даними перепису 2001 року:
| Мова       | Кількість | Відсоток |
| ---------- | --------- | -------- |
| українська | 66        | 88.00%   |
| російська  | 8         | 10.67%   |
| білоруська | 1         | 1.33%    |
| Усього     | 75        | 100%     |

## Інтернет-посилання
- Погода в селі Дем'янівка [Архівовано 20 грудня 2011 у Wayback Machine.]

1. ↑  Рідні мови в об'єднаних територіальних громадах України — Український центр суспільних даних